# Bud Somerville
Raymond Hugh Somerville, detto Bud (Superior, 27 gennaio 1937 – Duluth, 13 ottobre 2023), è stato un giocatore di curling statunitense.

## Biografia
Partecipò ai XVI Giochi olimpici invernali edizione disputata a Albertville (Francia) nel 1992, riuscendo ad ottenere la terza posizione nella squadra statunitense con i connazionali Mike Strum, Tim Somerville, Bill Strum e Bob Nichols.
Nell'edizione la nazionale svizzera si classificò prima, la norvegese seconda. La competizione ebbe lo status di sport dimostrativo